# Upton Sheredine
Upton Sheredine (* 1740 bei Baltimore, Province of Maryland; † 14. Januar 1800 bei Liberty, Maryland) war ein US-amerikanischer Politiker. Zwischen 1791 und 1793 vertrat er den Bundesstaat Maryland im US-Repräsentantenhaus.

## Werdegang
Noch in seiner Kindheit kam Upton Sheredine auf eine Farm nahe Liberty. Er erhielt eine akademische Ausbildung. Im Jahr 1776 nahm er als Delegierter an der verfassungsgebenden Versammlung seines Staates teil; 1777 saß er im Abgeordnetenhaus von Maryland. Danach war er bis 1781 Mitglied des Staatssenats. Ab 1777 fungierte er für viele Jahre als Richter am Vormundschaftsgericht für Waisenkinder im Frederick County. Außerdem war er Berufungsrichter. Im Jahr 1781 war Sheredine auch Mitglied eines Gerichtshofs, an dem gegen Loyalisten während des Unabhängigkeitskrieges verhandelt wurde. Im Jahr 1791 wurde er Richter im fünften Gerichtsbezirk seines Staates.
Politisch war Sheredine ein Gegner der Bundesregierung unter Präsident George Washington (Anti-Administration-Fraktion). Bei den Kongresswahlen des Jahres 1790 wurde er im sechsten Wahlbezirk von Maryland in das damals noch in Philadelphia tagende US-Repräsentantenhaus gewählt, wo er am 4. März 1791 die Nachfolge von Daniel Carroll antrat. Bis zum 3. März 1793 konnte er eine Legislaturperiode im Kongress absolvieren. In dieser Zeit wurden die ersten zehn Zusatzartikel zur Verfassung der Vereinigten Staaten, die Bill of Rights, ratifiziert.
Nach dem Ende seiner Zeit im US-Repräsentantenhaus war Upton Sheredine im vierten Verwaltungsbezirk Erfasser von statistischen Daten über Land, Gebäude und Sklaven. Er starb am 14. Januar 1800 auf seinem Anwesen Midhill nahe Liberty, wo er auch beigesetzt wurde.